# ماري كابوت ويلرايت
ماري كابوت ويلرايت (بالإنجليزية: Mary Cabot Wheelwright)‏ (22 أكتوبر 1878 - 29 يوليو 1958)، عالمة أنثروبولوجيا أمريكية ومؤسسة متحف، أسست في عام 1937 المتحف الذي مازال يسمى إلى الآن «متحف ويلرايت للأمريكيين الهنود» ، بالتعاون مع هوستين كلاه.

## حياتها المبكرة
وُلدت ويلرايت في 22 أكتوبر تشرين الأول عام 1878، وهي الطفلة الوحيدة لأندرو وسارة ويلرايت ، نشأت ماري في أسرة ثرية تنتمي للعائلات العريقة في بوسطن  ، كان أجداد عائلة ويلرايت يعملون كتجار في القرن الثامن عشر، وأصبحوا أثرياء بفضل الشحن البحري الذي كان ناشطاً في تلك الفترة، أما جدها لأمها فكوَّن ثروةً طائلة بفضل تجارة العبيد وقصب السكر، وبنى أول مركز تجاري أمريكي في الصين، حيث استورد الحرير والأفيون من هناك ، كانت والدة ماري صديقة مقرَّبة للشاعر والفيلسوف الكبير رالف والدو إيمرسون وهو أحد أبرز أعلام الفلسفة الأمريكية في أوائل القرن التاسع عشر ، والذي كان في كثير من الأحيان يزور منزل العائلة ، عاشت ماري طفولتها في ظل التقاليد المسيحية، واهتمت بالرسم وأظهرت موهبة كبيرة فيه، وكانت تسافر كثيراً برفقة والديها، فقد زارت كاليفورنيا، ومصر، وأوروبا.

## حياتها وعملها في الجنوب الغربي الأمريكي
ورثت ماري ثروة كبيرة بعد وفاة والديها، وسافرت وهي في سن الأربعين إلى الجنوب الغربي الأمريكي، حيث وجدت حياةً أكثر تشويقاً وإثارة من حياة بوسطن الرتيبة ، استقرَّت ماري في مزرعة كبيرة بالقرب من نيو مكسيكو  وقامت بجولات منتظمة إلى المناطق النائية في تلك الولاية، وخلال هذه الرحلات طوَّرت اهتماماً بديانة النافاجو Navajo religion، والتقت هناك أيضاً بهوستين كلاه عام 1921 والذي كان مهتماً بالممارسات الدينية التقليدية للسكان الأصليِّين في تلك المنطقة ، طوَّر الاثنان صداقة قوية وعملا سويَّاً للحفاظ على ممارسات ديانة نافاجو، كان هوستين هو الذي يشرح تفاصيل الطقوس الدينية لماري التي كانت تقوم بدورها بتوثيقها وترجمتها.
قضت ماري ويلرايت السنوات التالية في السفر حول العالم، ففي عام 1940 زارت الهند بهدف العثور على معلومات تتعلق بديانة نافاجو، وزارت أوروبا واليونان ومصر والصين ، ورغم سفرها الطويل فقد استمرَّت في التواصل مع هوستين والتعاون معه ومع زملائه في مشروع توثيق التراث الأصلي للنافاجو.
عادت ماري مرَّةً أخرى إلى نيو مكسيكو عام 1923 واشترت هناك مزرعة لوس لوسيروس ووضعتها تحت إدارة صديقتها ماريا شابوت، وفي عام 1937 أسَّست بالاشتراك مع هوستين متحف تراث وفنون نافاجو ، والذي أصبح اسمه متحف ويلرايت للأمريكيين الهنود عام 1977، وفي عام 1957 كتب سيرة ذاتية بعنوان «رحلة نحو التفاهم» والتي لم تنشر خلال حياتها، ومع ذلك فقد نشرت مقتطفات من هذا الكتاب عام 1988 بعد وفاتها.
بالإضافة لاهتمامها بالسفر فقد استمتعت ويلرايت بالإبحار ، وقد قضت أكثر من فصل صيف على ساحل الولاية، وعاشت وحيدةً أحياناً في كوخ معزول في جزيرة ساتون.
كان متحف ويلرايت في الأساس مكرساً للثقافة والفنون الأمريكية الأصلية، وقد بدأت فكرته عندما حاولت ماري وهوستين تصميم سجل دائم لتوثيق الطقوس الدينية وثقافات الشعوب الأمريكية الأصلية، وقد ظهر بشكل واضح أنَّ هذا الهدف لن يتحقق إلا عن طريق إنشاء متحف خاص بتراث الأمريكيين الهنود، متحف لا يكون مجرد مستودع للتسجيلات الصوتية والمخطوطات واللوحات والأقمشة بل كان عليهما أن يُقدما للجمهور فرصة لاستشعار الجمال والأصالة والمنطق العميق لديانة نافاجو، وقد قام المهندس المعماري ويليام بنهولو هندرسون بتصميم المتحف وبارك هوستين الأرض التي بني عليها المتحف لكنه توفي قبل بضعة أشهر من اكتماله.

## حياتها اللاحقة وموتها
استمرَّت ماري كمديرة للمتحف الذي أسَّسته لبقية حياتها، وتوفيت في 29 يوليو عام 1958 عن عمر يناهز 79 عاماً.